# Аудру (видовий заповідник)
Видови́й запові́дник А́удру (ест. Audru liigikaitseala) — природоохоронна територія в Естонії, у волості Аудру повіту Пярнумаа. У заповіднику діє старий режим охорони, затверджений ще в радянські часи.
Загальна площа — 26,8 га.
Заповідник утворений 12 вересня 1958 року.

## Розташування
Розташовується на південний схід від села Соомра.

## Опис
Об'єкт охорони — вид орхідних зозулині черевички справжні (Cypripedium calceolus). Цей вид відноситься до II природоохоронної категорії (Закон Естонії про охорону природи) та включений до переліку видів, що наведені в додатку до Директиви Європейського Союзу «Про збереження природних оселищ та видів природної фауни та флори» (Директива 92/43/ЄЕС, Додаток II).